# 革靴ブランドの一覧
革靴ブランドの一覧（かわぐつブランドのいちらん）世界各国の主な革靴メーカーやブランドの一覧です。
※以下アイウエオ順

## 紳士靴

### メーカー

#### アメリカ合衆国
- アレン・エドモンズ（Allen Edmonds）
- ウエスコ（Wesco）※主にワークブーツメーカー
- ウォーク・オーバー（Walk-Over）
- オールデン（Alden）
- コール・ハーン（Cole Haan）
- ジー・エイチ・バス（G.H.Bass）
- ジュリアン・ブーツ（en:Julian Boots）
- ジョンストン・アンド・マーフィー（Johnston & Murphy）
- ダナー（Danner）※主にワークブーツメーカー
- ネットルトン（Nettleton）
- ハノーバー（Hanover）※倒産したメーカー、ブランドは継続
- ブラウン（Brown Shoe Company）
- フット・ソー・ポート（Foot-So-Port）※倒産したメーカー
- フローシャイム（Florsheim）※倒産したメーカー、ブランドは継続
- ボストニアン（Bostonian）
- ホワイツブーツ（White's Boots）※主にワークブーツメーカー
- ラッセル・モカシン（en:RussellMoccasin）※主にハンティングブーツメーカー
- レッドウィング（Red Wing）※主にワークブーツメーカー
- リオス・オブ・メルセデス（Rios of Mercedes）※主にウェスタンブーツメーカー
- リーガル（Regal）
- ロックポート（Rockport）

#### イタリア
- ア・テストーニ（A.Testoni）
- ア・マネッティ（A.Manetti）
- アルカンド（Arcando）
- アルティオリ（Artioli）
- アントニオ・マウリッツィ（Antonio Maurizi）
- アンドレア・ヴェントューラ / アンドレア・ヴェンチューラ（Andrea Ventura）
- エンツォ・ボナフェ（Enzo Bonafe）
- ガット（Gatto）
- カルツォレリア・トスカーナ（Calzoleria Toscana）
- カロジェロ・マンニーナ（Calogero Mannina）
- グラバティ / グラヴァティ（Gravati）
- グイディ・アンド・ロッセリーニ（Conceria Guidi E Rosellini）
- サルヴァトーレ・フェラガモ（salvatore Ferragamo）
- サントーニ（Santoni）
- ジャンニ・バルバート（Gianni Barbato）
- シルバノ・サセッティ（Silvano Sassetti）
- シルバノ・ラッタンジ（Silvano Lattanzi）／ジンターラ（Zintala）
- ステファノ・ビ（Stefano Bi）
- ステファノ・ブランキーニ（Stefano Branchini）
- ステファノ・ベーメル（Stefano Bemer）／ベーメルズ（Bemar's）
- ストール・マンテラッシ（Sutor Mantellassi）
- セガリン（Segalin）
- ゼノービ（Zenobi）
- タニノ・クリスチー（Tanino Crisci）※倒産したメーカー
- チェザーレ・パチョッティ（Cesare Paciotti）
- ディ・コレッティ（Di Colletti）
- ディ・メッラ（Di Mella）
- デュカル（Ducal）
- ナポリターノ・ラケーレ（Napolitano Rachele）
- パオロ・ラッタンジ（Paolo Lattanzi）
- バリーニ（Ballini）
- ハリス（Harris）
- バレット（Barrett）
- ブッテロ（Buttero）
- フラジャコモ（Fragiacomo）
- フラテッリジャコメッティ（F.LLI Giacometti）
- ブルーノマリ（Bruno Magli）
- プレミアータ（Premiata）
- ペトロッキ（Petorocchi）
- ペルーゾ（Peluso）
- ペロン・エ・ペロン（Peron E Peron）
- ボノーラ（Bonora）
- ボリーニ（Bolini）
- マウロ・ボルポーニ（Mauro Volponi）
- マリーニ（Marini）
- メッカリエロ（Meccariello）
- モレスキー（Moreschi）
- リドフォルト（Lidfort）
- レ・ユッカス（Le Yucca's）
- ロブス（LOBB'S）

#### イギリス
- アルフレッド・サージェント（Alfred Sargent）※2021年に倒産したメーカー、ブランドは継続
- エド・アンド・レーヴェンスクロフト（レイヴンスクロフト）（Ede & Ravenscroft）
- エドワード・グリーン（Edward Green）
- ガジアーノ・アンド・ガーリング（Gaziano & Girling）
- クラークス（Clarks）
- グレンソン（Grenson）
- クロケット・アンド・ジョーンズ（Crockett & Jones）
- サンダース（Sanders）
- シュニーダー・ブーツ / シュナイダー・ブーツ（Schnieder boots）
- ジョージ・クレバリー（George Cleverley）
- ジョージコックス（George Cox）
- ジョン・ロブ（John Lobb）
- チーニー（Cheaney）
- チャーチ（Church's）
- テクニック（Tecnic）
- トリッカーズ（Tricker's）
- ニュー・アンド・リングウッド（New & Lingwood）
- バーカー・シューズ（Berker Shoes）／バーカー・ブラック（Berker Black）
- フォスター・アンド・サン（J.W. Foster and Sons）
- ヘンリー・マクスウェル（Henry Maxwell）
- ポールセン・スコーン（Poulsen Skone）
- ポール・ハーデン（Paul Harnden）
- マスターロイド（Master Lloyd）
- ロイド・フットウェア（Lloyd Footwear）
- ローク（Loake）

#### スペイン
- カルミナ（Carmina）
- カンペール（Camper）
- バルアレス
- バーウィック 1707（Berwick 1707）
- バラッツ（Barrats）
- ベリッツ
- マグナーニ（Magnanni）
- メルミン（Meermin）
- ロトゥーセ（Lottusse）
- ヤンコ（Yanko）

#### ドイツ
- エドワード・メイヤー / エドワード・マイヤー（Eduard Meier）
- サラマンダー（Salamander）
- シオックス（Sioux）
- トリッペン（Trippen）
- ビルケンシュトック（Birkenstock）
- ベアー（BÄR）
- ハインリッヒディンケラッカー（Heinrich Dinkelacker）

#### 日本
- AKIZUMI
- 安藤製靴 ※主に登山靴メーカー
- ウィールローブ（WHEELROBE）
- エトスクラブ
- 大塚製靴
- ギルド・オブ・クラフツ
- 銀座てつじ屋
- 銀座ヨシノヤ
- SARABANDE
- 三陽山長
- ショーンハイト（東立製靴）
- スコッチグレイン（ヒロカワ製靴）
- texcy luxe（アシックス商事）
- ドクターアッシー（世界長ユニオン）
- ハイドロテック（チヨダ）
- ハルタ
- ファンタスティックスタジオ
- ブラザー・ブリッジ（Brother Bridge）※主にワークブーツメーカー
- ペルフェット
- ホーキンス（ABCマート）
- マーク・ブラドッグ／ダグ・マークソン
- マドラス
- Miyagi Kogyo（宮城興業）
- ムーンスター（Moonstar）
- ユウシュウ/YU-SHU
- Runwalk（アシックス）
- リーガル（リーガルコーポレーション）
- ローリング・ダブ・トリオ（Rolling dub trio）※主にワークブーツメーカー

#### フランス
- ウーゴ・アンド・エンツォ（Hugo & Enzo）
- エシュン（Heschung）
- オーベルシー（Aubercy）
- ガリビエール（Garibier）※主に登山靴メーカー
- クレマン（KLEMAN）※CLEON社のワークシューズレーベル
- コルテ（Corthay）
- J. M. ウエストン（J.M.Weston）
- パラブーツ（Paraboot）
- ベルルッティ（Berluti）
- フィンズベリー（finsbury）
- メフィスト（Mephisto）

#### その他各国
- エコー（ECCO、デンマーク）
- キャイア（ポルトガル）
- ヴァイバーグ（Viberg、カナダ）※主にワークブーツメーカー
- バリー（Bally、スイス）
- ヴァンボメル（van Bommel、オランダ）
- ラズロブダペスト（Laszlo Budapest、ハンガリー）

### その他ブランド
- アルマーニ
- エルエルビーン（L.L.Bean、アメリカ）
- エルメネジルド・ゼニア
- グッチ
- サルヴァトーレ・フェラガモ（Salvatore Ferragamo、イタリア）
- ダックス
- トッズ（Tod's、イタリア）
- ピエール・カルダン
- ポール・スミス（Paul Smith、イギリス）
- メレル（Merrell、アメリカ）

## 婦人靴

### メーカー

#### イタリア
- シレネラ（イタリア）
- フェンディ（イタリア）

#### 日本
- Chochotte
- カルツェリアホソノ
- リーガルコーポレーション
- ハルタ
- ファンタスティックスタジオ
- マドラス

#### フランス
- クリスチャン・ルブタン
- シャルル・ジョルダン（Charles Jourdan）

#### その他各国
- バリー（スイス）

### その他ブランド
- グッチ
- グリスポーツ（Grisport）
- サルヴァトーレ・フェラガモ（Salvatore Ferragamo、イタリア）
- ダックス）
- マリオドリア（Mario Doria）